# YAOバス
YAOバス（やおバス）は、岐阜県加茂郡八百津町、可児市、可児郡御嵩町が東濃鉄道（東鉄バス）に運行を委託しているコミュニティバス。

## 概要
名鉄八百津線の廃止に伴う代替バスとして、2001年（平成13年）に運行が始まる。鉄道時代に比べて、全体的に運賃が高くなっている。運転本数は毎時1本程度で、一部を除いて明智駅で名鉄広見線（新可児・御嵩行き）に接続している。全区間の所要時間は25分程度で、鉄道時代より長くなっている。

## 沿革
- 2001年（平成13年）10月1日 - 名鉄八百津線廃止に伴い運行開始。

## 路線一覧
- 明智駅 - 城戸坂 - 兼山ダム - 塩口 - 八百津本町 - 八百津町ファミリーセンター
- 明智駅 - 城戸坂 - 兼山ダム - 八百津高校
- 明智駅 → 八百津高校（直行）

八百津高校発着系統は平日に2往復運行されており、そのうち八百津高校行きの1本が直行便である。
バス停のうち、明智駅及び兼山郵便局前 - 兼山橋間は可児市、東実東は可児郡御嵩町に存在。